# Самохина, Галина Михайловна
Гали́на Миха́йловна Само́хина (5 июля 1934, Москва — 10 февраля 2014, Москва) — советская актриса театра и кино.

## Биография
Родилась в семье инженера-строителя Михаила Петровича Самохина и учительницы Марии Захаровны. Была четвёртым, младшим ребёнком в семье. Перед началом Великой Отечественной войны отец умер от туберкулёза.
С 1942 года вместе с семьёй находилась в эвакуации в Туле, где окончила среднюю школу.
С 1952 по 1957 год училась в ГИТИСе, окончила институт с отличием. Снималась на киностудии «Мосфильм», служила в Театре-студии киноактёра.
Дебютом в кино стал вышедший на экраны в 1956 году фильм «В добрый час!», снятый по одноимённой пьесе Виктора Розова, где она сыграла одну из главных ролей.

## Личная жизнь
Муж — режиссёр Владимир Граве (играл в фильме «Гусарская баллада» французского офицера, сражающегося с Ржевским). Дочь — Елена Граве (1959—2003).
Последние годы жизни много болела, перенесла несколько инфарктов, передвигалась в инвалидном кресле. Скончалась от инфаркта в возрасте 79 лет в одной из больниц Москвы после пожара в собственной квартире. Похоронена на Хованском кладбище.

## Фильмография
Сыграла много эпизодических ролей в фильмах.

### Актриса
- 1991 — Пока гром не грянет — эпизод
- 1990 — Посредник — эпизод
- 1989 — Мир в другом измерении (Фильм № 1 «Казённый дом») — прокурор
- 1988 — Работа над ошибками — вахтёр в театре
- 1988 — Артистка из Грибова — эпизод
- 1986 — Земля моего детства — эпизод
- 1986 — Первый парень — секретарша (нет в титрах)
- 1986 — Нас водила молодость… — Серафима Никаноровна, присматривающая за дочкой комполка Ниночкой Шебуровой
- 1985 — От зарплаты до зарплаты — сотрудница фабрики (нет в титрах)
- 1984 — Шанс — Настя, сестра Грубина
- 1984 — День рождения (короткометражный — жена Петровича
- 1983 — Ураган приходит неожиданно — эпизод
- 1983 — На вес золота — Дарья
- 1983 — Витя Глушаков — друг апачей — член родительского комитета
- 1982 — Человек, который закрыл город — секретарша
- 1982 — Надежда и опора — член бюро райкома (нет в титрах)
- 1981 — Тайна записной книжки — покупательница
- 1981 — Любимая женщина механика Гаврилова — посетительница адвоката
- 1979 — Приключения принца Флоризеля — служанка
- 1977 — Служебный роман — сотрудница статистического учреждения
- 1977 — Схватка в пурге — Глухова, жена
- 1977 — Пыль под солнцем — работница
- 1977 — Личное счастье — Таисия Фёдоровна, жена Радуна (1 серия)
- 1976 — Ты — мне, я — тебе — фельдшер
- 1976 — Волшебный круг — эпизод
- 1977 — Хождение по мукам — мать Маруси (11 серия «Ожидание»)
- 1978—1983 — Вечный зов — эпизод (8 и 14 серии)
- 1973 — Назначение — эпизод
- 1973 — Как закалялась сталь — мать Гришутки (указана в 4-й серии, а играла в 5-й)
- 1973 — Дела сердечные — эпизод
- 1972 — Укрощение огня — эпизод
- 1971 — Смертный враг — голодающая беженка
- 1971 — Корона Российской империи, или Снова неуловимые — эпизод (нет в титрах)
- 1970 — Переступи порог — мама на собрании (в титрах — Н. Самохина)
- 1967 — Железный поток — эпизод
- 1965 — Чёрный бизнес — спутница Громова в ресторане (в титрах — В. Самохина)
- 1965 — Перекличка — актриса
- 1965 — Они не пройдут — эпизод
- 1961 — Рассказы о юности (киноальманах) — Полина (фильм 2 «Комстрой»)
- 1961 — Мир входящему — переводчица в комендатуре
- 1961 — Жизнь сначала — эпизод
- 1960 — Конец старой Берёзовки — член строительной бригады, любовь Павла Сахарова
- 1959 — Сверстницы — Люся, наставница Светланы на часовом заводе (нет в титрах)
- 1958 — Солдатское сердце — девушка с ребёнком (нет в титрах)
- 1958 — Шквал — Тоня
- 1958 — Идиот — Александра Епанчина
- 1956 — В добрый час! — Мария Алексеевна, невеста Аркадия Аверина

### Озвучивание
- 1964 — Встреча со шпионом — Бася Гедровская